# コンタルスキー兄弟
コンタルスキー兄弟 (Aloys and Alfons Kontarsky) は、兄のアロイス（1931年5月14日 - 2017年8月22日）と弟のアルフォンス（1932年10月9日 - 2010年5月5日）による、ドイツのピアノ・デュオ。

## 経歴
生地はドイツ西部、現在はノルトライン＝ヴェストファーレン州に属するヴェストファーレン地方のイーザーローンで、ケルンとハンブルクで教育を受けた。最初の公開演奏会は1949年で、曲目はストラヴィンスキーの『2台のピアノのための協奏曲』。1955年には、ドイツ放送国際音楽コンペティションのピアノ・デュオ賞を獲得する。1962年からは兄弟でダルムシュタットの「現代音楽のための国際夏期講習」の講師を務める。

## 演奏曲について
古典から現代曲まで、幅広いレパートリーを持っている。さらに年少の弟のベルンハルトを加えて、3台のピアノで演奏することもあった。
録音は主にドイツ・グラモフォンから、多くをリリースしている。シューベルトの連弾曲、ブラームスの『ハンガリー舞曲集』や『ハイドンの主題による変奏曲』とピアノ五重奏曲の四手版、ラヴェルやドビュッシーの四手曲など。
また、多くの作曲家から初演を委嘱されている。主なものは、ルチアーノ・ベリオ、シルヴァーノ・ブッソッティ、マウリシオ・カーゲル、カールハインツ・シュトックハウゼン、ルイス・デ・パブロ、ベルント・アロイス・ツィンマーマンなど。